# George Hardwick

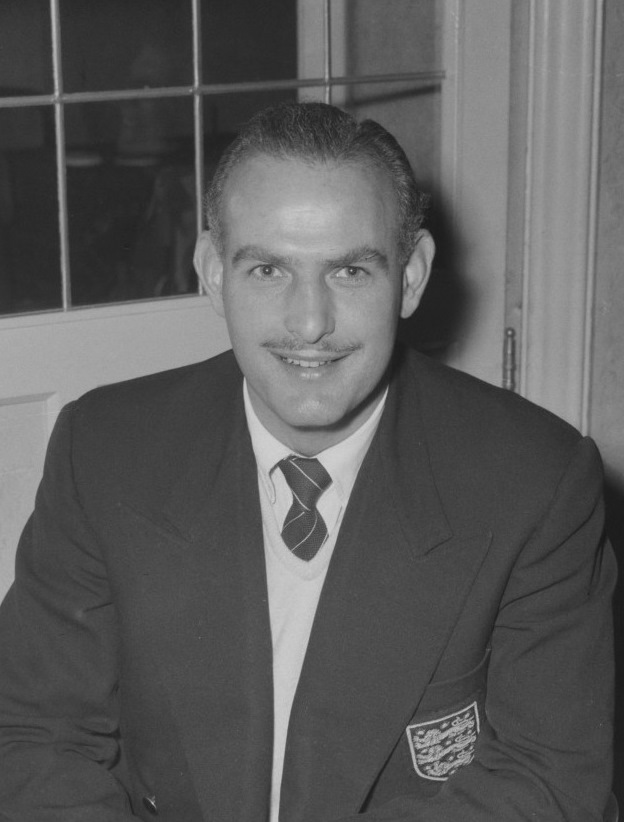
George Hardwick in 1956

George Hardwick (Saltburn-by-the-Sea, 2 februari 1920 – Stockton-on-Tees, 19 april 2004) was een Engelse voetballer en coach. Als voetballer speelde Hardwick als verdediger bij Middlesbrough FC. Tevens speelde Hardwick twaalf wedstrijden voor het Engels voetbalelftal.
Na zijn carrière als speler, was hij trainer van achtereenvolgens Oldham Athletic AFC, PSV, Sunderland AFC en Gateshead FC. In 1957 was Hadwick bondscoach van het Nederlands voetbalelftal. Met Oranje won hij één wedstrijd, speelde hij één keer gelijk, en verloor hij drie keer. Na zijn carrière in de voetballerij, werd Hardwick manager bij een groot staalconcern.
Zijn nalatenschap leeft voort in de vorm van The George Hardwick Foundation, een liefdadigheidsorganisatie die zich inzet om mantelzorgers te helpen.